# Entrance poll
Entrance poll – rodzaj sondażu wyborczego. Polega na pytaniu osób wchodzących do lokalu wyborczego jak zagłosują, bezpośrednio przed tym zanim faktycznie oddadzą głos w wyborach.